# Phaseolus
Phaseolus или пасуљ/грах је род једногодишњих зељастих биљака из породице бобова (лат. Fabaceae). Род чини око 70 врста биљака пореклом углавном са подручја Мезоамерике. Плодови биљака из овог рода се узгајају од најранијих периода људске историје превасходно због семена које има високе нутритивне вредности. Познато је да су чак 4 врсте из овог рода узгајане због својих плодова на подручју Мезоамерике још у претколумбовско време.
Најраширенија врста из овог рода која се данас узгаја на глобалном нивоу широм света је обични пасуљ (Phaseolus vulgaris).  
У неким ранијим таксономским класификацијама овај род је обухватао знатно више врста, а које су укључивале и врсте из сродног рода Vigna. По савременим таксономским класификацијама род Phaseolus чине искључиво врсте аутохтоне на подручју Средње Америке.

## Етимологија
Биномијалну номенклатуру и име рода одредио је Карл фон Лине 1753. године, формирајући име рода на основу грчке речи за пасуљ φάσηλος.

## Опис рода
Врсте из овог рода су зељасте, углавном једногодишње биљке пузавице. Листови су примарно сложени, непарно перасти и троделни. На лисној дршци се углавном налазе по три засебне лиске срцастог компактног облика. 
Цветови су моносиметрчи, увек су двополни и са двобојним перијантом. Чашица се најчешће састоји од 5 сраслих листића, а некада је и двоусната. Круница је изграђена од 5 листића распоређених у три круга и има лептираст облик. Горњи, слободни и највећи крунични листић означава се као заставица (vexilum), два бочна и слободна листића као крила (allae), док два унутрашња и међусобно срасла листића граде чунић (carina).  
Цвет најчешће садржи 10 прашника, знатно ређе између 5 и 9 прашника. У већини случајева долази до моноделфије, односно да срастања свих прашника у један снопић, а у знатно ређим случајевима један прашник, онај последњи и највиши, остаје слободан (такозвана диделфија). Опрашивање се најчешће обавља ентомофилно. Тучак се састоји од само једног оплодног листића, док се нектарије налазе у основи крунице или прашника. Цветови су груписани у гроздове, класасте или главичасте цвасти, док су ређе један до два цвета пазушасто постављена.
Плод је махуна унутар које се налази семе бубрежастог облика. Семе свих врста садрже легумин и скроб. Храњиве материје се углавном магационирају у меснатим котиледонима.
Све биљке из овог рода су значајни азотофиксатори.

## Нутритивна вредност
У људској исхрани осушен плод се обично назива грах (пасуљ), док се зелена махуна назива боранијом (често и само махуном). 
| Нутритивна вредност на 100 g (3,5 oz)                                                    | Нутритивна вредност на 100 g (3,5 oz) |
| ---------------------------------------------------------------------------------------- | ------------------------------------- |
| Енергија                                                                                 | 1.393 kJ (333 kcal)                   |
|                                                                                          |                                       |
| Угљени хидрати                                                                           | 60 г                                  |
| Шећери                                                                                   | 2 г                                   |
| Прехрамбена влакна                                                                       | 25 г                                  |
|                                                                                          |                                       |
|                                                                                          |                                       |
| Масти                                                                                    | 1 г                                   |
|                                                                                          |                                       |
|                                                                                          |                                       |
| Протеини                                                                                 | 24 г                                  |
|                                                                                          |                                       |
|                                                                                          |                                       |
| Витамини                                                                                 |                                       |
| Витамин Б5                                                                               | (16%) 0,8 mg                          |
| Фолат (Б9)                                                                               | (99%) 394 μg                          |
|                                                                                          |                                       |
|                                                                                          |                                       |
| Минерали                                                                                 |                                       |
| Калцијум                                                                                 | (14%) 143 mg                          |
| Гвожђе                                                                                   | (62%) 8 mg                            |
| Магнезијум                                                                               | (39%) 140 mg                          |
|                                                                                          |                                       |
|                                                                                          |                                       |
| Остали конституенти                                                                      |                                       |
| Вода                                                                                     | 12 г                                  |
|                                                                                          |                                       |
| - Јединице - μg = микрограми • mg = милиграми - IU = интернационалне јединице            |                                       |
| Проценти су грубе процене засноване на америчким препорукама за одрасле. Извор: NDb USDA |                                       |

| Нутритивна вредност на 100 g (3,5 oz)                                                    | Нутритивна вредност на 100 g (3,5 oz) |
| ---------------------------------------------------------------------------------------- | ------------------------------------- |
| Енергија                                                                                 | 129 kJ (31 kcal)                      |
|                                                                                          |                                       |
| Угљени хидрати                                                                           | 7 г                                   |
| Шећери                                                                                   | 1,4 г                                 |
| Прехрамбена влакна                                                                       | 3,4 г                                 |
|                                                                                          |                                       |
|                                                                                          |                                       |
| Масти                                                                                    | 0,1 г                                 |
|                                                                                          |                                       |
|                                                                                          |                                       |
| Протеини                                                                                 | 1,8 г                                 |
|                                                                                          |                                       |
|                                                                                          |                                       |
| Витамини                                                                                 |                                       |
| Витамин А екв.                                                                           | (4%) 35 μg                            |
| Витамин Ц                                                                                | (19%) 16 mg                           |
|                                                                                          |                                       |
|                                                                                          |                                       |
| Минерали                                                                                 |                                       |
| Калцијум                                                                                 | (4%) 37 mg                            |
|                                                                                          |                                       |
| - Јединице - μg = микрограми • mg = милиграми - IU = интернационалне јединице            |                                       |
| Проценти су грубе процене засноване на америчким препорукама за одрасле. Извор: NDb USDA |                                       |

## Најзначајније врсте
Од укупно око 70 врста које припадају овом роду најзначајније су:
- — обични пасуљ

- Зелена махуна и лист
- Одрасле биљке
- Зрело осушено семе
- Плод, семе, лист и цвет